# Very Simple Control Protocol
Very Simple Control Protocol (ou VSCP, signifiant en anglais : Protocole de contrôle très simple) est un protocole libre d'automatisation conçu en premier lieu pour l'immotique et la domotique. Il peut fonctionner sur des cartes de développement aux caractéristiques très limitées et basés sur des microcontrôleurs, et permet de fonctionner en autonomie, au sein d'un système distribué.
Le logiciel VSCPworks, pour GNU/Linux et Microsoft Windows, permet de gérer et configurer les différents nœuds composant un système utilisant ce protocole.